# Meiktila
Meiktila (birmà မိတ္ထီလာ) és una ciutat de Birmània (Myanmar), al centre del país, a la vora del llac Meiktila, capital del districte de Meiktila, dins la divisió de Mandalay. El barri de Kanna a l'oest és el més antic. Hi ha el comandament central de la Força Aèria Birmana. La ciutat compTa amb la principal universitat d'enginyeria aeronàutica (Myanmar Aerospace Engineering University). La seva població estimada actual és de 177.442; el 1891 era de 4.155 habitants i el 1901 de 7.203. La població del township supera els 250.000 habitants.

## Història
Vegeu: Districte de Meiktila.

## Edificis religiosos (Capelles o pagodes)
- Shwesawlu
- Nagayon
- Shwelehla
- Sigongyi
- Nandawya
- Shwemyindin o Shwemyintin

Les de Shwelehla i Nagayon són atribuïdes al rei Anawratha de Pagan i la de Nandawya al seu fill Saw Lu. El rei Bodawpaya va fundar la de Sigongyi el 1796.

## Nota
1. ↑  [enllaç sense format] http://population.mongabay.com/population/myanmar/1309793/meiktila Arxivat 2011-11-29 a Wayback Machine.